# Lott
Lott è un centro abitato degli Stati Uniti d'America, situato nella contea di Falls dello Stato del Texas.
La popolazione era di 759 persone al censimento del 2010.

## Geografia fisica
Lott è situata a 31°12′N 97°2′W (31.2070, -97.0329).
Secondo lo United States Census Bureau, ha un'area totale di un miglio quadrato (2,6 km²), di cui lo 0,95% d'acqua.

## Società

### Evoluzione demografica
Secondo il censimento del 2000, c'erano 724 persone, 299 nuclei familiari e 196 famiglie residenti nella città. La densità di popolazione era di 699,3 persone per miglio quadrato (268,8/km²). C'erano 343 unità abitative a una densità media di 331,3 per miglio quadrato (127,3/km²). La composizione etnica della città era formata dal 71,69% di bianchi, il 20,99% di afroamericani, lo 0,14% di asiatici, il 4,97% di altre razze, e il 2,21% di due o più etnie. Ispanici o latinos di qualunque razza erano il 9,25% della popolazione.
C'erano 299 nuclei familiari di cui il 33,8% aveva figli di età inferiore ai 18 anni, il 40,1% erano coppie sposate conviventi, il 22,7% aveva un capofamiglia femmina senza marito, e il 34,4% erano non-famiglie. Il 31,8% di tutti i nuclei familiari erano individuali e il 17,4% aveva componenti con un'età di 65 anni o più che vivevano da soli. Il numero di componenti medio di un nucleo familiare era di 2,42 e quello di una famiglia era di 3,07.
La popolazione era composta dal 29,0% di persone sotto i 18 anni, il 6,9% di persone dai 18 ai 24 anni, il 24,6% di persone dai 25 ai 44 anni, il 22,1% di persone dai 45 ai 64 anni, e il 17,4% di persone di 65 anni o più. L'età media era di 37 anni. Per ogni 100 femmine c'erano 88,5 maschi. Per ogni 100 femmine dai 18 anni in giù, c'erano 76,0 maschi.
Il reddito medio di un nucleo familiare era di 22.875 dollari, e quello di una famiglia era di 27.500 dollari. I maschi avevano un reddito medio di 25.556 dollari contro i 19.318 dollari delle femmine. Il reddito pro capite era di 10.650 dollari. Circa il 27,1% delle famiglie e il 27,1% della popolazione erano sotto la soglia di povertà, incluso il 32,2% di persone sotto i 18 anni e il 25,0% di persone di 65 anni o più.